# ノティシアス・カラコル
『ノティシアス・カラコル』(スペイン語: Noticias Caracol）は、カラコル・テレビシオンで毎日19時分台に生放送されている報道番組である。内容はニュースの詳細な分析およびゲストによる解説、ビジネスニュース、スポーツニュース、気象情報。